# Тетраборат натрію

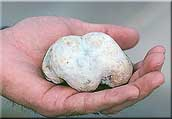
Кулька бури

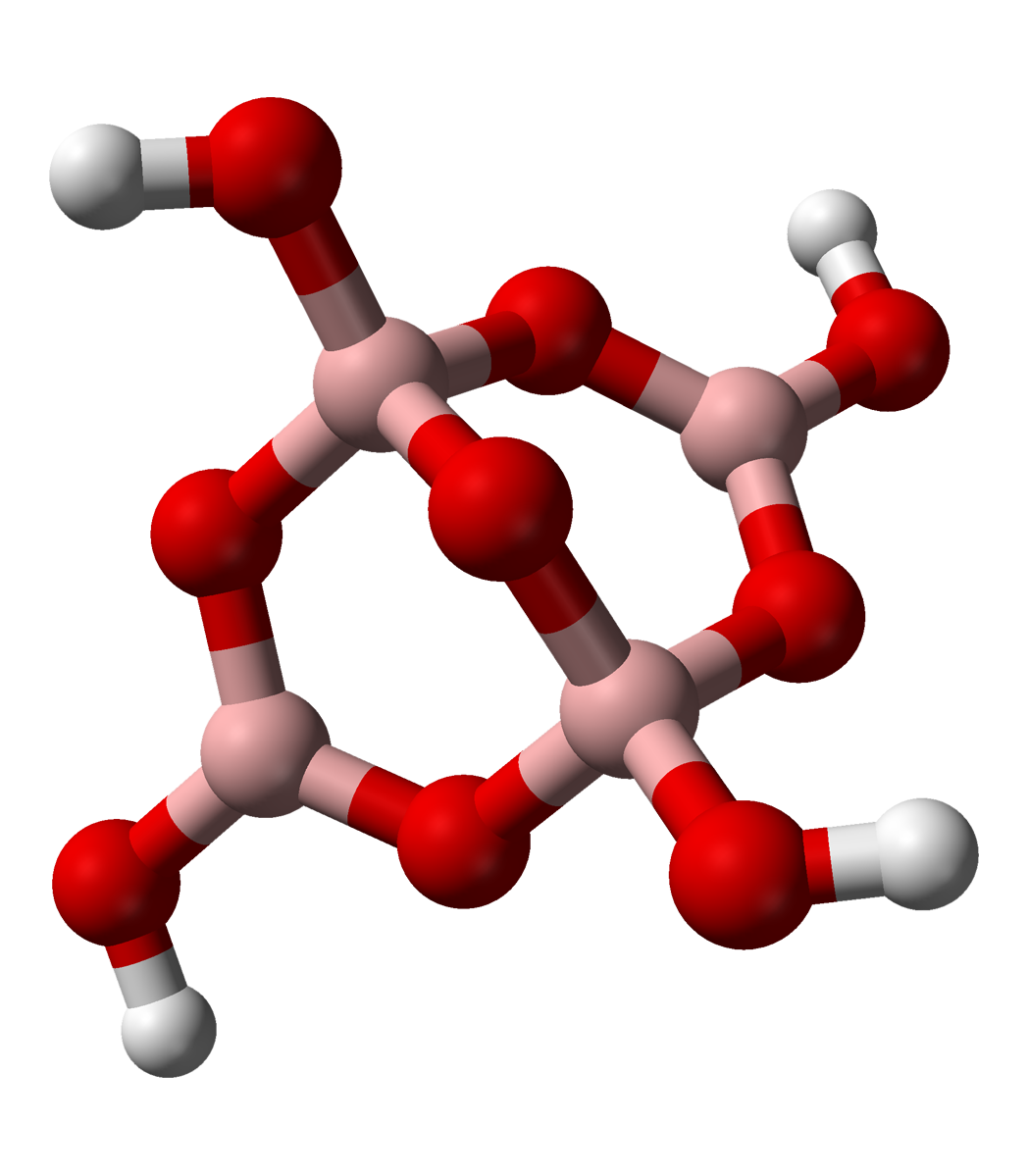
Структура аніона
[B_{4}O_{5}(OH)_{4}]^{2−} у бурі

Те́трабора́т на́трію, бура́ (англ. borax, нім. Borax; застаріла українська назва — блідень) — натрієва сіль борної кислоти.
Дозволений у Європейському Союзі для застосування у харчових продуктах як консервант (Е285).

## Етимологія
Слова «бура» і «borax» мають спільне походження. Слово «бура» походить від перс. bûräh, яке разом зі лат. borax (boracum) є похідним від араб. «бурак» («селітра»).

## Загальний опис
Хімічна формула: Na2B4O7.
Найчастіше існує як кристалогідрат складу Na2B4O7·10H2O.
Сингонія моноклінна. Колір білий, сіруватий, зелений. Крихкий. Твердість 2-2,5. Густина 1,7. Кристали короткопризматичні, інколи табличкоподібні. Блиск скляний, до смоляного. Риса біла. Напівпрозорий (до непрозорого). Діамагнітний. Розчиняється у воді.
Залягає разом з ґалітом, боронатрокальцитом, тенардитом, гіпсом й ін. Типовий мінерал евапоритів, утворюється при випаровуванні соляних озер. Великі родовища розташовані у США, менші — в Індії, Китаї, Ірані. Зокрема зустрічається на берегах озер у Кашмірі, Тибеті, Каліфорнії та на Таманському півострові.
Бура — один з головних мінералів борних руд. Використовують для отримання бору, при паянні як флюс, у ювелірній справі, при виготовленні оптичного скла, емалі тощо.